# إغناطيوس بطرس السابع جروة
إغناطيوس بطرس السابع جروة (أو بطرس جروة) (1777 – 1851) هو بطريرك الكنيسة السريانية الكاثوليكية من 1820 إلى 1851.

## سيرة شخصية
ولد بطرس جروة في 9 يوليو 1777 بحلب. كان قريباً من البطريرك إغناطيوس مايكل الثالث جروة، الذي اعتنى بتعليمه. تم ترسيمه كاهناً في 12 يونيو 1802، وزار روما في 1805-1806. في 14 سبتمبر 1810 رُسم أسقفًا للقدس.
في عام 1818، بعد اتصال مع المبشر البروتستانتي جورج جويت، ذهب إلى أوروبا لجمع الأموال: في لندن، أعطته جمعية التبشير الكنسية 10 آلاف فرنك، وفي باريس لويس الثامن عشر أعطاه ثمانية آلاف فرنك. بهذا المبلغ اشترى المطبعة ومن ثم ذهب إلى دير شارفت في لبنان من أجل طباعة الكتاب المقدس وغيرها من النصوص الليتورجية في العربية.
في 25 فبراير 1820 اُنتخب بطريرك الكنيسة السريانية الكاثوليكية، لكن روما كانت مشبوهة بسبب الهدية التي تلقاها من المبشرين البروتستانت، وأُكد البطريرك فقط في 21 فبراير 1828 من قبل البابا ليون الثاني عشر بعدها زار روما في 1825.
خلال فترة بطريركيته توسعت الكنيسة السريانية الكاثوليكية، خاصة في جنوب لبنان وفي دمشق واكتسبت تحول بعض الأساقفة السريان الأرثوذكس، من بينهم أنتوني سامري (أسقف ماردين والبطريرك المستقبلي) وأساقفة الموصل و‌حمص. في الموصل كان السريان الكاثوليك والأرثوذكس يشتركان في نفس مباني الكنائس لكن كل واحد منهم كان له كهنة خاصين به.
في عام 1830، اعترفت الدولة العثمانية بالكنيسة الكاثوليكية الأرمنية (التي شملت أيضًا الكنيسة السريانية الكاثوليكية) كملة، وهي جماعة دينية مميزة داخل الدولة، وبالتالي حصلت على التحرر المدني لكنيسة بطرس جروة من الكنيسة السريانية الأرثوذكسية. بعد أن لم يخف من المضايقة، قام بطرس جروة بنقل الأب البطريركي من دير شارفت في لبنان إلى حلب ليكون أقرب إلى رعيته. في عام 1836 قدم التقويم الميلادي. في عام 1841 قام بتغيير المهنة الرهبانية في احتضان بسيط من المستشارين الإنجيليين وقام بإعادة تنظيم مدرسة شارفت الدينية.
في سبتمبر 1850 في حلب هاجم المسلمون المسيحيين، وأحرقوا الكنائس، وأُصيب البطريرك بطرس جروة بجروح خطيرة في الرقبة. توفي في 16 أكتوبر 1851  (أو في 16 نوفمبر وفقاً لمصادر أخرى).

## أعمال
ترك بيتر جروة ثلاثة كتب من المواعظ، وسيرة البطريرك ميخائيل الثالث جاروة.

## وصلات خارجية
- Frazee، Charles A. (2006) [1983]. Catholics and Sultans: The Church and the Ottoman Empire 1453-1923. Cambridge: Cambridge University Press. مؤرشف من الأصل في 2019-12-24.